# Snåltjärnen, Gästrikland
Snåltjärnen är en sjö i Ockelbo kommun i Gästrikland och ingår i Gavleåns huvudavrinningsområde. Sjön är 6,7 meter djup, har en yta på 0,237 kvadratkilometer och befinner sig 280,1 meter över havet. Sjön avvattnas av vattendraget Sidsjöbäcken.

## Delavrinningsområde
Snåltjärnen ingår i det delavrinningsområde (675451-153320) som SMHI kallar för Utloppet av Måcksjön. Medelhöjden är 262 meter över havet och ytan är 12,2 kvadratkilometer. Det finns inga avrinningsområden uppströms utan avrinningsområdet är högsta punkten. Sidsjöbäcken som avvattnar avrinningsområdet har biflödesordning 2, vilket innebär att vattnet flödar genom totalt 2 vattendrag innan det når havet efter 94 kilometer. Avrinningsområdet består mestadels av skog (76 procent). Avrinningsområdet har 2,24 kvadratkilometer vattenytor vilket ger det en sjöprocent på 18,4 procent.